# Culex quadripalpis
Culex quadripalpis är en tvåvingeart som först beskrevs av Edwards 1914.  Culex quadripalpis ingår i släktet Culex och familjen stickmyggor. Inga underarter finns listade i Catalogue of Life.